# Hayes (Luizjana)
Hayes – jednostka osadnicza w Stanach Zjednoczonych, w stanie Luizjana, w parafii Calcasieu.